# Чидиок Тичборн
Чидиок (Чарлс) Тичборн (1562 – 20 септември 1586) е английски конспиратор и поет.

## Биография
Тичборн е роден в Саутхемптън през 1562 в семейството на римокатолици. След скорошното наследяване на трона от Елизабет I след смъртта на Мери I, на него му е позволено да бъде католик за част от ранния си живот. Въпреки това през 1570 кралицата е отлъчена от църквата от папата поради подкрепата ѝ към протестантите. С това завършва нейното добро отношение към Католическата църква. Католицизмът става нелегален, а на римокатолиците им е забранено със закон да практикуват своята вяра.
През 1583 Тичборн и неговият баща са арестувани и разпитани относно практикуването на „католически отживелици“. Въпреки че те са освободени без обвинения, се предполага, че това не е единственият път, когато те са разпитвани за своята религия.
През юни 1586 Тичборн се съгласява да участва в Бабингтонското съзаклятие, което се опитва да убие кралица Елизабет и да я замени с кралица Мария Стюарт, която изповядва католицизма и която е следващият наследник на трона. Заговорът се проваля от сър Францис Ласингхъм, използвайки двойни агенти, от които най-известен е Робърт Полей, който по-късно става свидетел на убийството на Кристофър Марлоу. Въпреки че много от конспираторите успяват да избягат, Тичборн е с ранен крак и му се налага да остане в Лондон. На 14 август той е арестуван и по-късно съден и признат за виновен в Уестминстърската зала.
Докато се намира в Лондон Тауър на 19 септември (навечерието на неговата екзекуция), Тикборн пише на своята жена Агнес. В писмото се съдържа стихотворение, което е единствената негова позната творба – „Елегията на Тичборн“. Поемата представлява един мрачен поглед над живота и до днес е любима творба на множество хора.
На 20 септември 1586 Тичборн е екзекутиран заедно с Антони Бабингтън, Джон Балард и четирима други конспиратори. Те са изкормени, докато са все още живи на специално издигнати по случая платформи в Лондон, за да послужат като предупреждение към евентуалните конспиратори. Но след като разбира, че тези ужасяващи екзекуции будят симпатия към конспираторите, кралицата издава заповед останалите седем осъдени да висят на бесилото, докато са „почти мъртви“ и след това да бъдат изкормени.

## За него
- Richard S. M. Hirsch (1986) The Works of Chidiock Tichborne, English Literary Renaissance, (1986) Vol. 16 No. 2, pp. 303 – 318 and (1987) Vol 17 pp. 276 – 7
- Isaac D'Israeli (ок. 1859) (1st collected edition 1881) Curiosities of Literature, Vol. II, pp. 171 – 178
- Teresa McLean (1982) The Recusant Legend: Chideock Tichborne, History Today, Vol. 32, Issue 5, May 1982, pp. 11 – 14
- Katherine Tynan (Hinkson) (1892) A Conspirator under Queen Elizabeth, article in The Ave Maria, Vol. XXXV, Notre Dame, Indiana, Sept. 24, 1892, No. 13